# Taillebourg (Charente-Maritime)
Pour les articles homonymes, voir Taillebourg.
Taillebourg est une commune du Sud-Ouest de la France située dans le département de la Charente-Maritime, en région Nouvelle-Aquitaine.
Ses habitants sont appelés les Taillebourgeois.
Rendu célèbre par une peinture d'Eugène Delacroix, Taillebourg est aujourd'hui un gros bourg qui étage ses maisons de pierre de taille sur la rive droite de la Charente, possédant un site fluvial animé par le tourisme de croisière.

## Géographie

### Le site géographique de Taillebourg
La commune de Taillebourg se situe dans le centre-est du département de la Charente-Maritime, en région Nouvelle-Aquitaine, dans l'ancienne province de Saintonge. Appartenant au midi de la France — on parle plus précisément de « midi atlantique », au cœur de l'arc atlantique, elle est partie intégrante du Grand Sud-Ouest français, et est parfois également incluse dans un Grand Ouest aux contours plus flous.
Taillebourg est un village constitué de deux parties nettement distinctes : une partie élevée, bâtie sur le piton rocheux surplombant la vallée de la Charente où est édifié le château ; une partie basse, établie en bordure même du fleuve que longent la voie ferrée Nantes-Bordeaux et la route départementale reliant Saintes à Saint-Savinien et où se développa un port fluvial, dès le Moyen Âge.

### Un site fluvial sur la Charente
Édifié entièrement sur la rive droite du fleuve, Taillebourg doit originellement sa prospérité à la Charente.

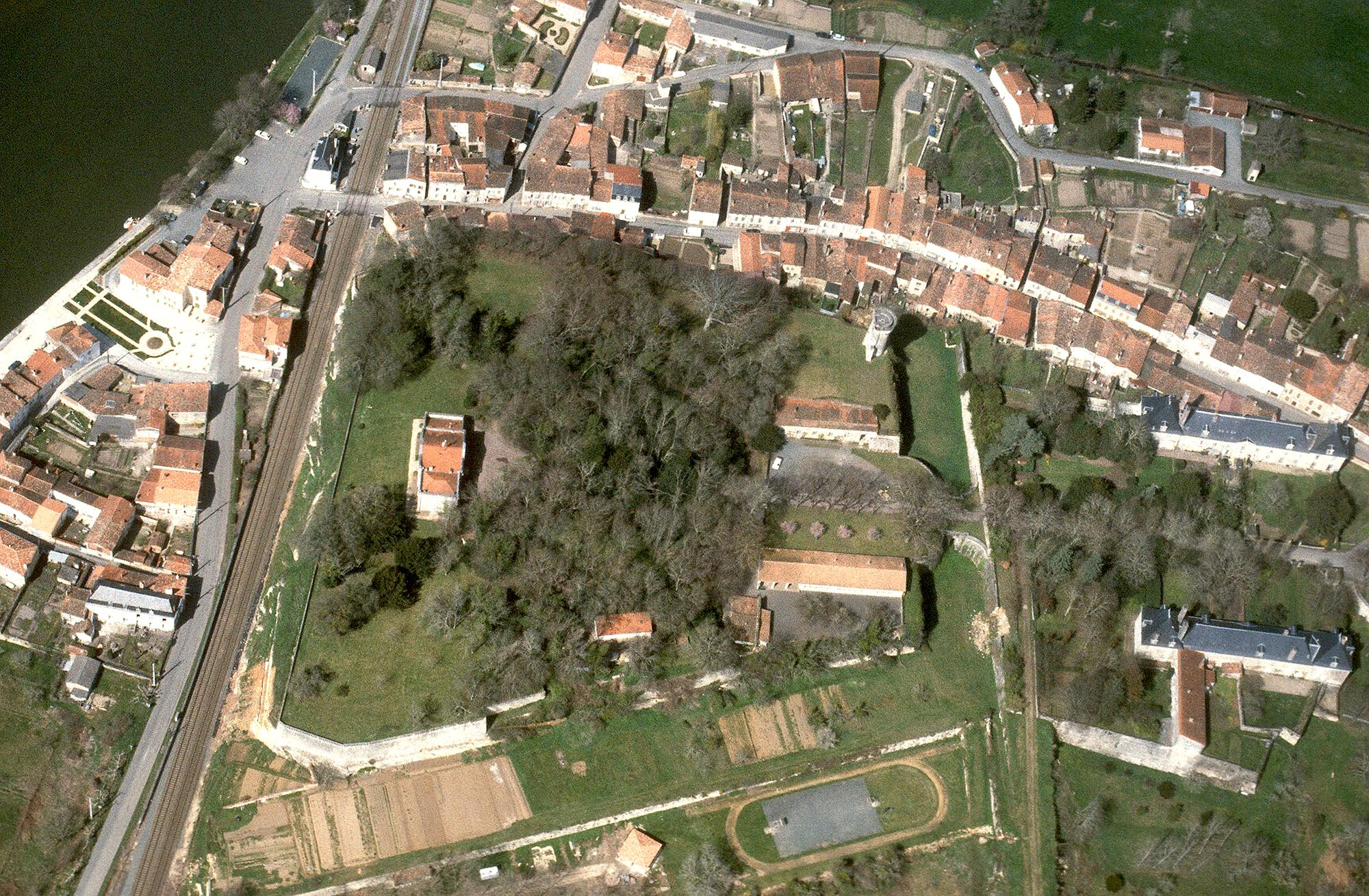
Vue aérienne du bourg et du château.

Le bourg devient un port fluvial particulièrement actif dès le Moyen Âge. Mais c'est surtout pendant le XIXe siècle, notamment pendant l'« âge d'or » du cognac, au Second Empire, que le trafic portuaire atteint son apogée, où les gabarres transportaient les eaux-de-vie de cognac vers Tonnay-Charente, alors le premier port expéditeur de cette eau-de-vie fine.
Concurrencé rapidement par le chemin de fer, le port décline vite, à partir du début du XXe siècle. Ce site fluvial est maintenant consacré au nautisme de loisirs ainsi qu'à la navigation fluviale de croisière, où des bateaux-mouches remontent le cours du fleuve depuis Saintes, principal lieu d'embarquement pour ces vedettes de croisière.

### Un lieu de passage
Occupant un site de vallée, Taillebourg est, depuis le fond des temps un petit carrefour de communications, d'abord routier, puis ferroviaire.
La commune est située sur la route départementale no 114 reliant Saintes (à une dizaine de kilomètres au sud), à Saint-Savinien (à six kilomètres au nord-ouest), et qui, comme la voie ferrée, longe en grande partie la vallée de la Charente. Grâce à un pont sur le fleuve, elle est en contact avec sa voisine, la commune de Port-d'Envaux.
Dès 1867, le bourg est longé par une voie ferrée en bordure de la vallée de la Charente et est desservi par une gare qui le met directement en contact avec Saintes et Rochefort. Le bourg est aujourd'hui desservi par une simple halte ferroviaire mais, par le passé, la gare de Taillebourg a joué un important rôle de carrefour ferroviaire.

### Communes limitrophes
| Saint-Savinien | Grandjean   | Saint-Hilaire-de-Villefranche |
|                | Taillebourg | Annepont                      |
| Port-d'Envaux  | Saint-Vaize | Juicq, Le Douhet              |

## Urbanisme

### Typologie
Au 1er janvier 2024, Taillebourg est catégorisée commune rurale à habitat dispersé, selon la nouvelle grille communale de densité à 7 niveaux définie par l'Insee en 2022.
Elle est située hors unité urbaine. Par ailleurs la commune fait partie de l'aire d'attraction de Saintes, dont elle est une commune de la couronne,. Cette aire, qui regroupe 62 communes, est catégorisée dans les aires de 50 000 à moins de 200 000 habitants,.

### Occupation des sols
L'occupation des sols de la commune, telle qu'elle ressort de la base de données européenne d’occupation biophysique des sols Corine Land Cover (CLC), est marquée par l'importance des territoires agricoles (71,7 % en 2018), une proportion sensiblement équivalente à celle de 1990 (71,6 %). La répartition détaillée en 2018 est la suivante : 
terres arables (38,8 %), forêts (28,3 %), zones agricoles hétérogènes (20,2 %), prairies (10,8 %), cultures permanentes (1,9 %). L'évolution de l’occupation des sols de la commune et de ses infrastructures peut être observée sur les différentes représentations cartographiques du territoire : la carte de Cassini (XVIIIe siècle), la carte d'état-major (1820-1866) et les cartes ou photos aériennes de l'IGN pour la période actuelle (1950 à aujourd'hui).

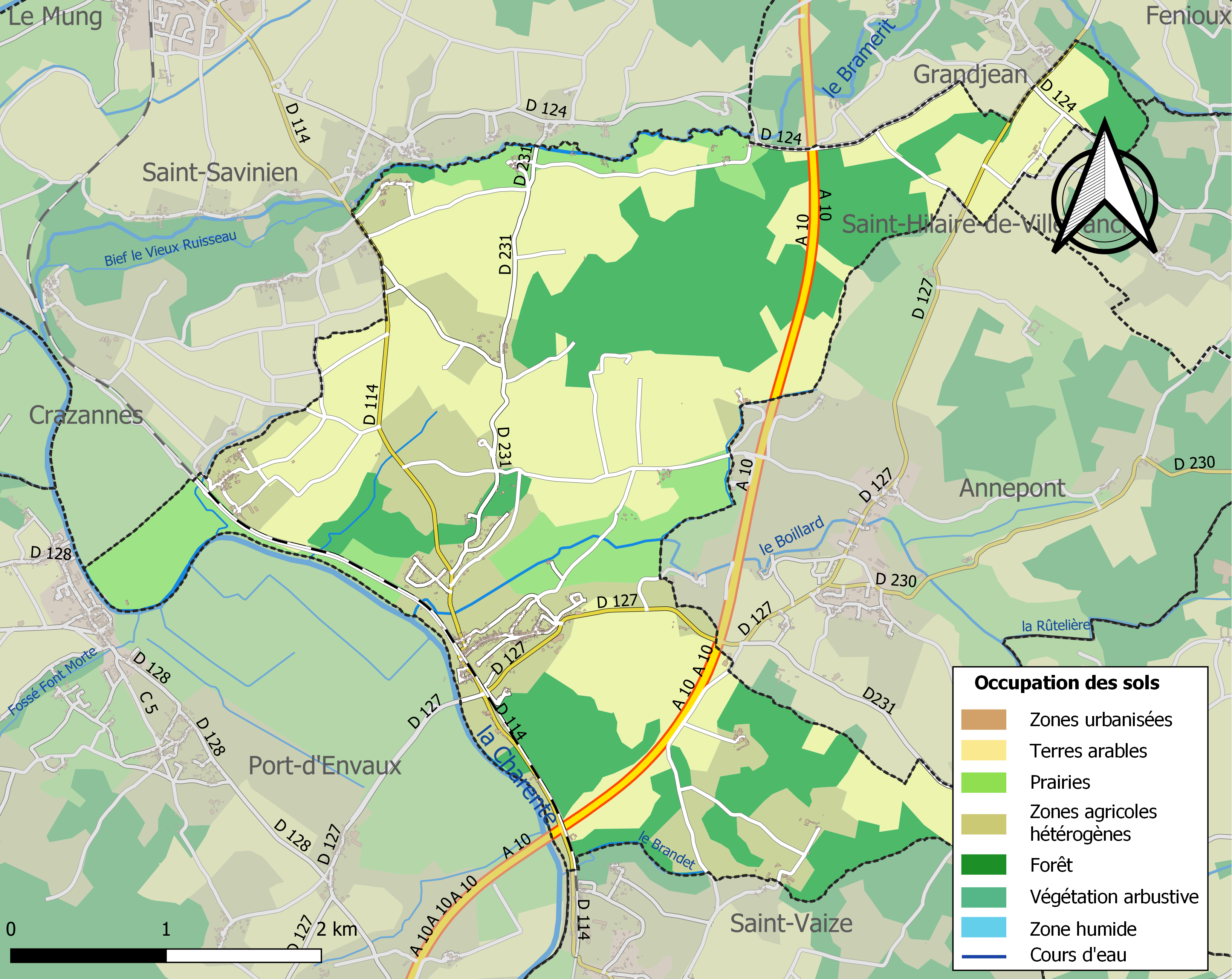
Carte des infrastructures et de l'occupation des sols de la commune en 2018 (CLC).

### Risques majeurs
Le territoire de la commune de Taillebourg est vulnérable à différents aléas naturels : météorologiques (tempête, orage, neige, grand froid, canicule ou sécheresse), inondations, mouvements de terrains et séisme (sismicité modérée). Il est également exposé à un risque technologique, le transport de matières dangereuses. Un site publié par le BRGM permet d'évaluer simplement et rapidement les risques d'un bien localisé soit par son adresse soit par le numéro de sa parcelle.

#### Risques naturels
Certaines parties du territoire communal sont susceptibles d’être affectées par le risque d’inondation par débordement de cours d'eau, notamment la Charente et le Bramerit, et par submersion marine. La commune a été reconnue en état de catastrophe naturelle au titre des dommages causés par les inondations et coulées de boue survenues en 1982, 1986, 1993, 1999, 2010 et 2021,.

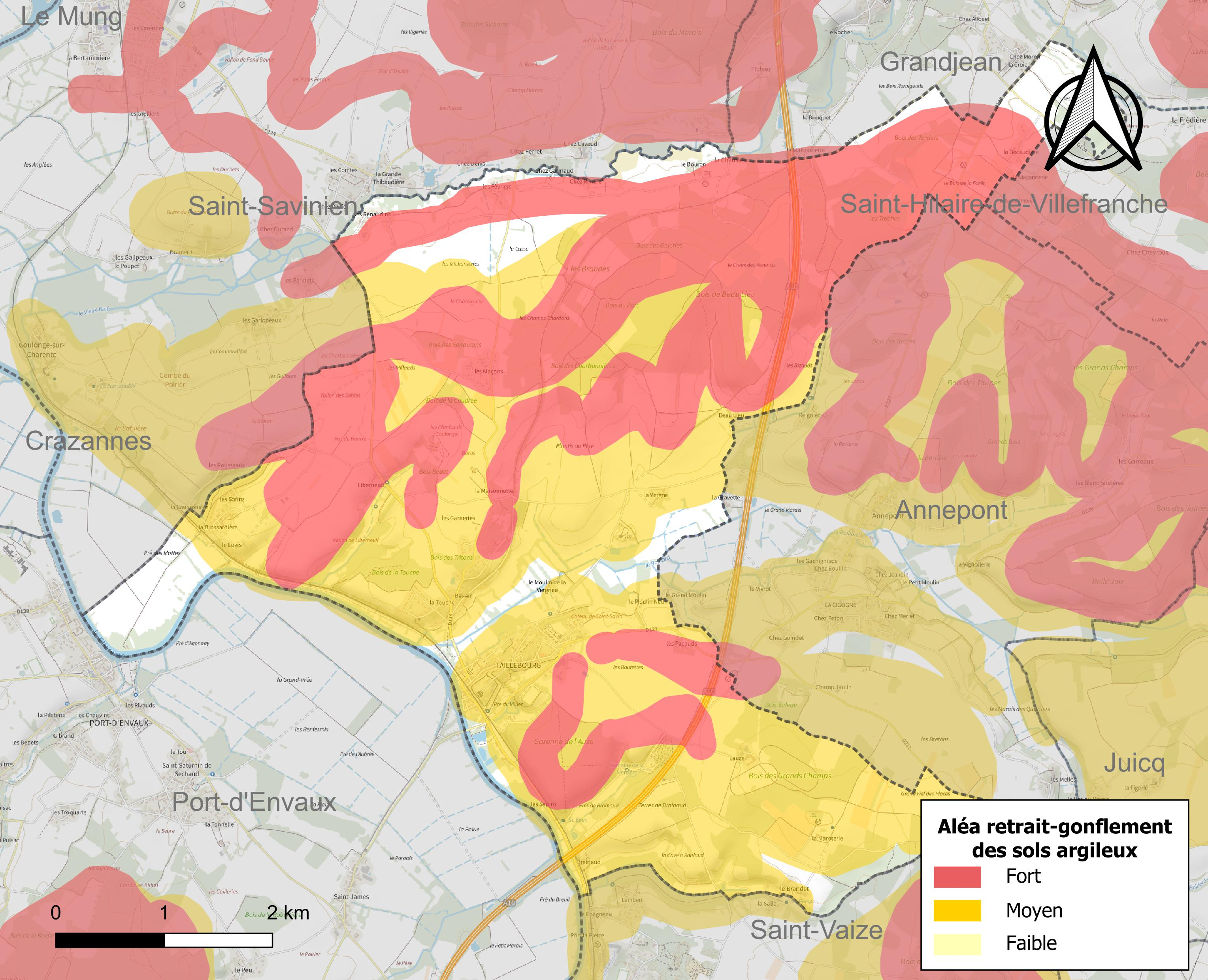
Carte des zones d'aléa retrait-gonflement des sols argileux de Taillebourg.

Les mouvements de terrains susceptibles de se produire sur la commune sont des tassements différentiels.
Le retrait-gonflement des sols argileux est susceptible d'engendrer des dommages importants aux bâtiments en cas d’alternance de périodes de sécheresse et de pluie. 86,6 % de la superficie communale est en aléa moyen ou fort (54,2 % au niveau départemental et 48,5 % au niveau national). Sur les 433 bâtiments dénombrés sur la commune en 2019, 410 sont en aléa moyen ou fort, soit 95 %, à comparer aux 57 % au niveau départemental et 54 % au niveau national. Une cartographie de l'exposition du territoire national au retrait gonflement des sols argileux est disponible sur le site du BRGM,.
Par ailleurs, afin de mieux appréhender le risque d’affaissement de terrain, l'inventaire national des cavités souterraines permet de localiser celles situées sur la commune.
Concernant les mouvements de terrains, la commune a été reconnue en état de catastrophe naturelle au titre des dommages causés par la sécheresse en 2003 et par des mouvements de terrain en 1999 et 2010.

#### Risques technologiques
Le risque de transport de matières dangereuses sur la commune est lié à sa traversée par une ou des infrastructures routières ou ferroviaires importantes ou la présence d'une canalisation de transport d'hydrocarbures. Un accident se produisant sur de telles infrastructures est susceptible d’avoir des effets graves sur les biens, les personnes ou l'environnement, selon la nature du matériau transporté. Des dispositions d’urbanisme peuvent être préconisées en conséquence.

## Toponymie
Le nom de la localité est attesté sous la forme Terra Talleburgi en 1267.
Il s'agit d'une formation médiévale caractéristique, composée de l'élément Taille- déverbal de tailler que l'on retrouve dans les Taillebois, Taillecourt, Taillecavat ou Taillefontaine. Le second élément est le mot bourg, terme issu du germanique continental. Selon cet étymologie, il s'agirait donc d'un « bourg résultant d'un défrichement ».
Homonymie avec Taillebourg (Lot-et-Garonne), attesté sous la forme occitane latinisée Talhaburgo au XIIIe siècle et (Ponlat-)Taillebourg (Haute-Garonne).
Remarques : les formes primitives semblent être différentes de celles des autres Taillebourg. André Debord a attiré l'attention sur le fait que Taillebourg est mentionné pour la première fois en
1007 sous la forme de Traillebrucense, puis en 1074 comme Tralliburgo. À noter qu'il existe en ancien français un terme traille attesté au XVe siècle et qui signifie « corde, câble pour haler un bateau », issu du latin tragula « espèce de javelot muni d'une courroie, herse, sorte de filet ».

## Histoire

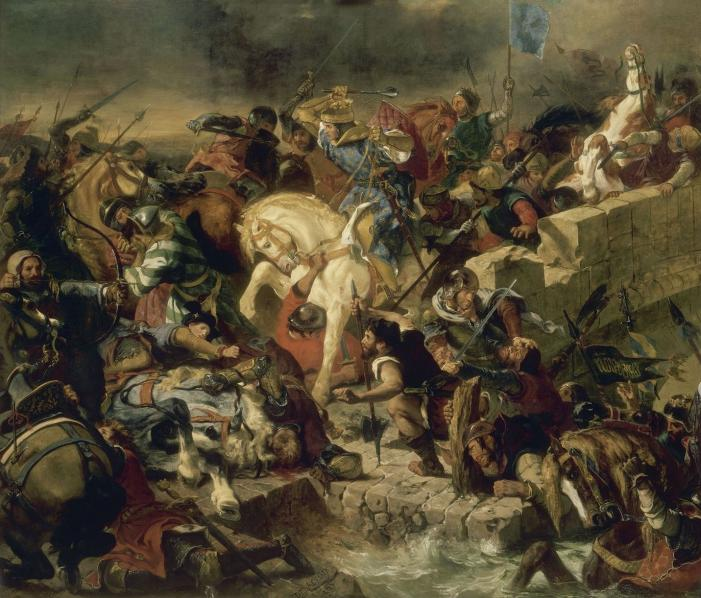
Bataille de Taillebourg, par Delacroix.

En 800, Charlemagne défit les Sarrasins entre Saintes et le Castel de Taillebourg selon les Chroniques de Saint-Denis. Dans la deuxième moitié du IXe siècle, les Vikings auraient installé une base à Taillebourg, pour razzier le pays environnant. Cette hypothèse a cependant été réfutée en 2005, sans être remise en question sérieusement depuis lors.
Le premier seigneur de Taillebourg fut Ostend 1er, issu de la famille de Rancon, il précède Aimeric 1er.
La cité est surtout connue dans l'histoire grâce à la bataille de Taillebourg qui s'y est déroulée le 21 juillet 1242. Elle précède la bataille de Saintes (23 juillet 1242). Saint Louis, roi de France, épaulé par son frère Alphonse de Poitiers, y bat une coalition de féodaux du Poitou dirigés par Hugues X de Lusignan, soutenu par Henri III, roi d’Angleterre.
Il est possible qu’en septembre 1346, le comte de Derby s’empare de la ville, sans que les historiens en soient certains (guerre de Cent Ans).
Le port de Taillebourg au XVe siècle est un acteur important des transports céréaliers, mais également de bois et des pierres. Des pierres de Taillebourg, sont transportés jusqu'à Bordeaux pour la construction de la cathédrale Saint-André.
En 1409, le château de Taillebourg passe dans le domaine de la Couronne. Le troisième fils de Charles VI possède dès lors la seigneurie de Taillebourg. Toutefois en 1415, Louis dauphin de France, meurt et cède sa place à son frère Jean de France. En 1416, le seigneur de Taillebourg fut le comte de Ponthieu, dauphin du Viennois, futur Charles VII.
Charles VII, avait emprunté au gouverneur de la Rochelle, 20 000 écus d'or pour lutter contre le parti bourguignon, il lui cède alors Taillebourg en 1423.
C'est à Taillebourg que Jacques Cœur, le célèbre argentier du roi Charles VII, est arrêté en 1451 à la suite d'un complot orchestré par ses nombreux détracteurs.
Lors d'une campagne en Guyenne en 1451, Charles VII fixe sa résidence au château de Taillebourg.
Le seigneur de Taillebourg, Olivier de Coëtivy épouse le 18 décembre 1458, Marie de Valois, fille bâtarde du roi, Charles VII. Ce mariage apporte en dot, la seigneurie de Royan et de Mornac. La cour et le roi rejoignent alors la cérémonie de mariage tenue à Taillebourg. Louis XI, demi-frère de Marie de Valois, roi de France depuis 1461, est un ennemi déclaré des serviteurs de son père, il s'accapare la seigneurie de Taillebourg. Néanmoins, après saisi du parlement, des lettres patentes publiées en 1465 définissent Olivier de Coëtivy propriétaire de la baronnerie de Taillebourg. En 1480, Louis XI établit par lettres patentes quatre foires supplémentaires à Taillebourg, sous demande de Charles de Coëtivy, seigneur de Taillebourg. On dénombre alors 6 foires qui furent maintenues et ce jusqu'au Second Empire qui en ajouta six autres. Marguerite de Coëtivy, sœur de Charles, épouse François de Pons. Charles donne alors en dot la terre de Mazeray, et reçoit celle des Gonds, toutefois il rachète peu de temps après Mazeray pour 2000 livres  Charles VIII, roi de France depuis 1483, fait paraitre des lettres patentes en juillet 1486 érigeant la baronnerie de Taillebourg en comté. Ce dernier a eu sous sa dépendance, Saint-Georges-de-Didonne, Mortagne, Rochefort, Mornac, Les Gonds, Royan, Faye, Cozes et Saujon.

### Époque moderne
Le comte de Coëtivy fonde le 6 juin 1500 la collégiale qui demeurera fonctionnelle jusqu'à la Révolution. Louise de Coëtivy est l'unique enfant issu du mariage du comte et de Jeanne d'Orléans, elle épouse le 7 février 1501 Charles de la Trémoïlle, prince de Talmont. En 1505, Olivier de Coëtivy décède et Charles de La Trémoïlle est alors comte de Taillebourg. En 1508, sous l'ordre de Louis II de La Trémoïlle, fut construit à Taillebourg un bateau de 1.200 tonneaux sous la conduite d'un maitre charpentier breton. En 1548, éclate en haute Saintonge une insurrection contre la gabelle, les agents de la gabelle s'enferment alors dans le château de Taillebourg. Claude de la Trémoïlle, comte de Taillebourg en 1577 est alors protestant, il s'allie à Henri Ier de Bourbon-Condé, protestant et  marie de sa sœur, Charlotte de La Trémoïlle. Tous deux attaquent les murs de Saintes en 1586 pour y faire gagner la réforme protestante. François et Benjamin de Coligny furent tués et inhumés dans la chapelle du Château de Taillebourg convertie en temple de la religion réformée. Guillaume Rivet, dès 1603 est nommé pasteur de Taillebourg, et fait de Taillebourg une place forte du protestantisme. Les résidents de Saintes en absence de lieu de culte atteignent Taillebourg par voie maritime afin d'assister aux offices protestants. , Henri de la Trémoïlle, fils de Claude, abjure le protestantisme en 1628 et aide Louis XIII à faire de Taillebourg une place forte de la Contre-Réforme. Henri donne le comté de Taillebourg à son fils, Henri-Charles, en récompense de son mariage en 1648. Ce dernier est protestant et frondeur, si bien que Louis XIV déclare cette opposition comme crime de lèse-majesté et demande la démolition des fortifications taillebourgeoise et de son vieux pont. Jacques de Rougé du Plessis-Bellière et Charles de Sainte-Maure adressent une lettre au cardinal Mazarin le 24 mars 1652 pour annoncer qu'ils ont réussi la prise de Taillebourg. Ces derniers ne font alors aucun prisonnier au sein de la garnison taillebourgeoise, toutefois une lettre de Denis Marin garanti qu'il s'occupe de raser le pont de Taillebourg et sa forteresse en suivant l'ordre de Michel Le Tellier. En 1665, Laurent Drelincourt, pasteur de La Rochelle, prononce un sermon à Taillebourg. Le 12 janvier 1683, un arrêt royal interdit le culte réformé à Taillebourg.

Le prince de Talmont, Frederic Guillaume de la Trémoille, comte de Taillebourg dès 1709 fit reconstruire le pont Boyard, surplombant la Ruttelière. Il octroie également une cloche à l'église de Taillebourg avec l'aide de l'abbé P. Patry, sur laquelle il est inscrit : 
Je m'appelle "Marie". J'ay été fondue par les soins de Mre P. Patry, doyen de Taillebourg. Mon parrain a été monseigneur le prince de Talmont et ma marraine madame la princesse de Talmont. J'ay été faite par le sieur Le Brun et M. Milion en 1737. 
En septembre 1749, Louis XV érige Taillebourg en duché-pairie toutefois Anne-Charles Frédéric meurt ce même mois, par conséquent les lettres d'érections ne furent pas enregistrées. Son décès met également fin à la branche de Frédéric Guillaume, ainsi le comté de Taillebourg revient à la branche ainée. Jean Bretagne Charles Godefroy de La Trémoïlle récupère alors le titre de comte de Taillebourg,

### Époque contemporaine
Le 26 juin 1794, les biens de la famille de la Trémoille sont vendus selon la loi de la vente des biens nationaux, ils sont divisés en seize lots. Le 1er lot comprenant le château est adjugé au prix de 50.700 livres à Jean Bergier, notaire et futur maire de Taillebourg. Le second lot est adjugé à Jacques Thomas Marillet, doyen et curé de Taillebourg depuis 1769. Les lots ne furent pas tous vendus et une seconde vente fut organisée le 7 octobre 1793. Le 1er lot fut adjugé pour 15.000 livres à Henri Mossion futur maire de Taillebourg.
En 1822 un incendie détruit le château.
Le 25 janvier 1878, la Compagnie des chemins de fer des Charentes ouvre la ligne Saint-Jean d'Angély - Taillebourg.
Une maison dans le parc du château fut construite par Henri Cador. Il vend ses propriétés à Henri Nicolas de Lisleferme qui à sa mort en 1892, fit don de cette maison à la congrégation du Cœur de Marie de Niort afin d'en faire un orphelinat
Un pont tournant est inauguré le 5 juillet 1891, en présence du comte Lemercier, député et maire de Saintes. Sur ce pont, la Société des Archives historiques de la Saintonge et d'Aunis élève le 24 juillet 1892 un monument pour commémorer la bataille de Taillebourg. Ce dernier est financé à hauteur de 100 francs par Sadi Carnot, président de la troisième république française, le conseil municipal de Saintes à hauteur de 300 francs, la commune de Taillebourg à hauteur de 89 francs mais également par le maréchal Bugeaud, le général de Bremond d'Ars et le comte de Chambord à hauteur de 300 francs.
Le 25 août 1942 fut célébrée la fête de Saint-Louis pour fêter le septième centenaire de la Bataille de Taillebourg. Cette commémoration a eu lieu en présence de l'évêque Louis Liagre et du sous préfet Gomot.
En 1976, le projet de construction d'un pont suscite certains débats. Il nécessite une déviation et ne suit pas le tracé historique de la voierie de Taillebourg et de fait altère l'identité du village.

## Politique et administration
L'ordonnance du 4 mars 1830 réunit la commune de Saint-Savin (qui, sous la Révolution, s’appelait "La Montagne") à celle de Taillebourg.

### Tendances politiques et résultats

#### Élection présidentielle 2002
Taillebourg place en tête des élections présidentielles de 2002, Jacques Chirac avec 86,88% des voix. Au 1er tour, il était déjà arrivé en tête avec 16,43% des voix.

#### Élection présidentielle 2007
Taillebourg place en tête des élections présidentielles de 2007, Ségolène Royal avec 55,93% des voix. Au 1er tour, elle était déjà arrivée en tête avec 28,86% des voix, devant le candidat Nicolas Sarkozy.

#### Élection présidentielle 2012
Taillebourg place en tête des élections présidentielles de 2012, François Hollande avec 60,95% des voix. Au 1er tour, il était déjà arrivé en tête avec 32,43% des voix, devant la candidate Marine Le Pen.

#### Élection présidentielle 2017
Taillebourg place en tête des élections présidentielles de 2017, Emmanuel Macron avec 60,61% des voix. Au 1er tour, Marine Le Pen était en tête ex aequo avec Jean-Luc Mélenchon.

#### Élection présidentielle 2022
Taillebourg place en tête des élections présidentielles de 2022, Emmanuel Macron avec 52,90% des voix. Au 1er tour, Emmanuel Macron, était arrivé avec  25,66% des voix.

### Liste des maires
| Période                                  | Période        | Identité                          | Étiquette | Qualité   |
| ---------------------------------------- | -------------- | --------------------------------- | --------- | --------- |
| 1797                                     | 1799           | Pierre Mesnard                    |           |           |
| 1800                                     | 1825           | Jean Bergier                      |           | Notaire   |
| 1825                                     | 1839           | Jean Baptiste Amène Augustin Jean |           |           |
| 1839                                     | 1842           | Joseph Marc Henri Mossion         |           |           |
| 1842                                     | 1848           | Alexandre Allenet                 |           | Notaire   |
| 1848                                     | 1851           | Jean Pierre Février               |           |           |
| 1852                                     | 1855           | Thomas Charles Jean               |           |           |
| 1855                                     | 1867           | Jean Alexis Labadis               |           |           |
| 1868                                     | 1878           | Pierre Felix Chevroux             |           |           |
| 1878                                     | 1889           | Gabriel Huvet                     |           |           |
| 1889                                     | 1892           | Alexis Nautret                    |           |           |
| 1892                                     | 1896           | Jean Braudeau                     |           |           |
| 1896                                     | 1904           | Pierre Florentin Raby             |           |           |
| 1904                                     | 1919           | Emile Garraud                     |           |           |
| 1919                                     | 1925           | Marcel Guillaud                   |           |           |
| 1925                                     | 1934           | Auguste Autant                    |           |           |
| 1935                                     | 1940           | René Berthelot                    |           | Négociant |
| 1945                                     | 1952           | Gaston Couteau                    |           |           |
| 1953                                     | 1964           | Marie Louise Ollagnier            |           |           |
| 1965                                     | 1984           | Jean Pistre                       |           |           |
| 1984                                     | 1995           | André Texier                      |           |           |
| 1995                                     | 2001           | Jean Claude Mitonneau             |           |           |
| mars 2001                                | février 2010   | Guy Perret                        | PCF       |           |
| mars 2010                                | septembre 2011 | Jean-Luc Renaudet                 |           |           |
| décembre 2011                            | mars 2014      | Guy Perret                        | PCF       |           |
| mars 2014                                | en cours       | Pierre Texier                     |           |           |
| Les données manquantes sont à compléter. |                |                                   |           |           |

### Région
À la suite de la réforme administrative de 2014 ramenant le nombre de régions de France métropolitaine de 22 à 13, la commune appartient depuis le 1er janvier 2016 à la région Nouvelle-Aquitaine, dont la capitale est Bordeaux. De 1972 au 31 décembre 2015, elle a appartenu à la région Poitou-Charentes, dont le chef-lieu était Poitiers.

## Jumelages
Taillebourg n'est jumelée avec aucune commune. 

## Population et société

### Évolution démographique
L'évolution du nombre d'habitants est connue à travers les recensements de la population effectués dans la commune depuis 1793. Pour les communes de moins de 10 000 habitants, une enquête de recensement portant sur toute la population est réalisée tous les cinq ans, les populations de référence des années intermédiaires étant quant à elles estimées par interpolation ou extrapolation. Pour la commune, le premier recensement exhaustif entrant dans le cadre du nouveau dispositif a été réalisé en 2005.

En 2022, la commune comptait 782 habitants, en évolution de +6,11 % par rapport à 2016 (Charente-Maritime : +4,04 %, France hors Mayotte : +2,11 %).
| 1793 | 1800 | 1806 | 1821 | 1831  | 1836  | 1841  | 1846  | 1851  |
| ---- | ---- | ---- | ---- | ----- | ----- | ----- | ----- | ----- |
| 465  | 568  | 581  | 538  | 1 106 | 1 083 | 1 116 | 1 107 | 1 079 |

| 1856  | 1861  | 1866 | 1872 | 1876  | 1881  | 1886  | 1891  | 1896 |
| ----- | ----- | ---- | ---- | ----- | ----- | ----- | ----- | ---- |
| 1 034 | 1 050 | 996  | 918  | 1 001 | 1 028 | 1 040 | 1 013 | 970  |

| 1901 | 1906 | 1911 | 1921 | 1926 | 1931 | 1936 | 1946 | 1954 |
| ---- | ---- | ---- | ---- | ---- | ---- | ---- | ---- | ---- |
| 879  | 919  | 908  | 787  | 729  | 734  | 683  | 780  | 721  |

| 1962 | 1968 | 1975 | 1982 | 1990 | 1999 | 2005 | 2006 | 2010 |
| ---- | ---- | ---- | ---- | ---- | ---- | ---- | ---- | ---- |
| 636  | 681  | 637  | 626  | 561  | 600  | 704  | 733  | 730  |

| 2015 | 2020 | 2022 | - | - | - | - | - | - |
| ---- | ---- | ---- | - | - | - | - | - | - |
| 739  | 768  | 782  | - | - | - | - | - | - |

### Pyramide des âges
En 2019, la commune compte 373 hommes contre 383 femmes
| Hommes | Classe d’âge | Femmes |
| ------ | ------------ | ------ |
| 0,5    | 90 ou +      | 1,3    |
| 9,8    | 75-89 ans    | 10,3   |
| 20,1   | 60-74 ans    | 17,5   |
| 22,2   | 45-59 ans    | 22,6   |
| 16,9   | 30-44 ans    | 16,5   |
| 13,7   | 15-29 ans    | 12,3   |
| 16,9   | 0-14 ans     | 19,5   |

| Hommes | Classe d’âge | Femmes |
| ------ | ------------ | ------ |
| 1,1    | 90 ou +      | 2,6    |
| 10,1   | 75-89 ans    | 12,6   |
| 22     | 60-74 ans    | 23,2   |
| 20,1   | 45-59 ans    | 19,7   |
| 16,1   | 30-44 ans    | 15,6   |
| 15,2   | 15-29 ans    | 12,7   |
| 15,4   | 0-14 ans     | 13,6   |

### Enseignement
Taillebourg possède une école primaire, au nom de François Rabelais. Elle accueille près d'une centaine d'enfants.

## Patrimoine local

### Fontaine de Liberneuil
Liberneuil est en direction de la route de Saint-Savinien, jadis il existait une chapelle sous le vocable de Notre-Dame de Recouvrance détruite pendant les guerres de Religion. Une fontaine est située juste à côté de l'ancienne chapelle. Elle fut un lieu de pèlerinage notamment en 1817 où l'on dénombre 14.000 pèlerins ainsi qu'en 1870 où l'on dénombre 2.000 pèlerins. Il est alors de coutume de demander à Dieu la fin de la sécheresse. Cette pratique a lieu sous l'impulsion de la paroisse d'Asnières-la-Giraud, au vocable de saint Médard, convoquant alors les paroisses de l'archiprêtré de Taillebourg en plongeant les bannières de chaque paroisse dans la fontaine. Selon l'abbé Camille Fouché, cette pratique est héritée du paganisme. En 1927, un accident d'automobile écarte le véhicule dans le réservoir de la fontaine. Le pèlerinage de Liberneuil perdure jusqu'en 1939.

### Château de Taillebourg

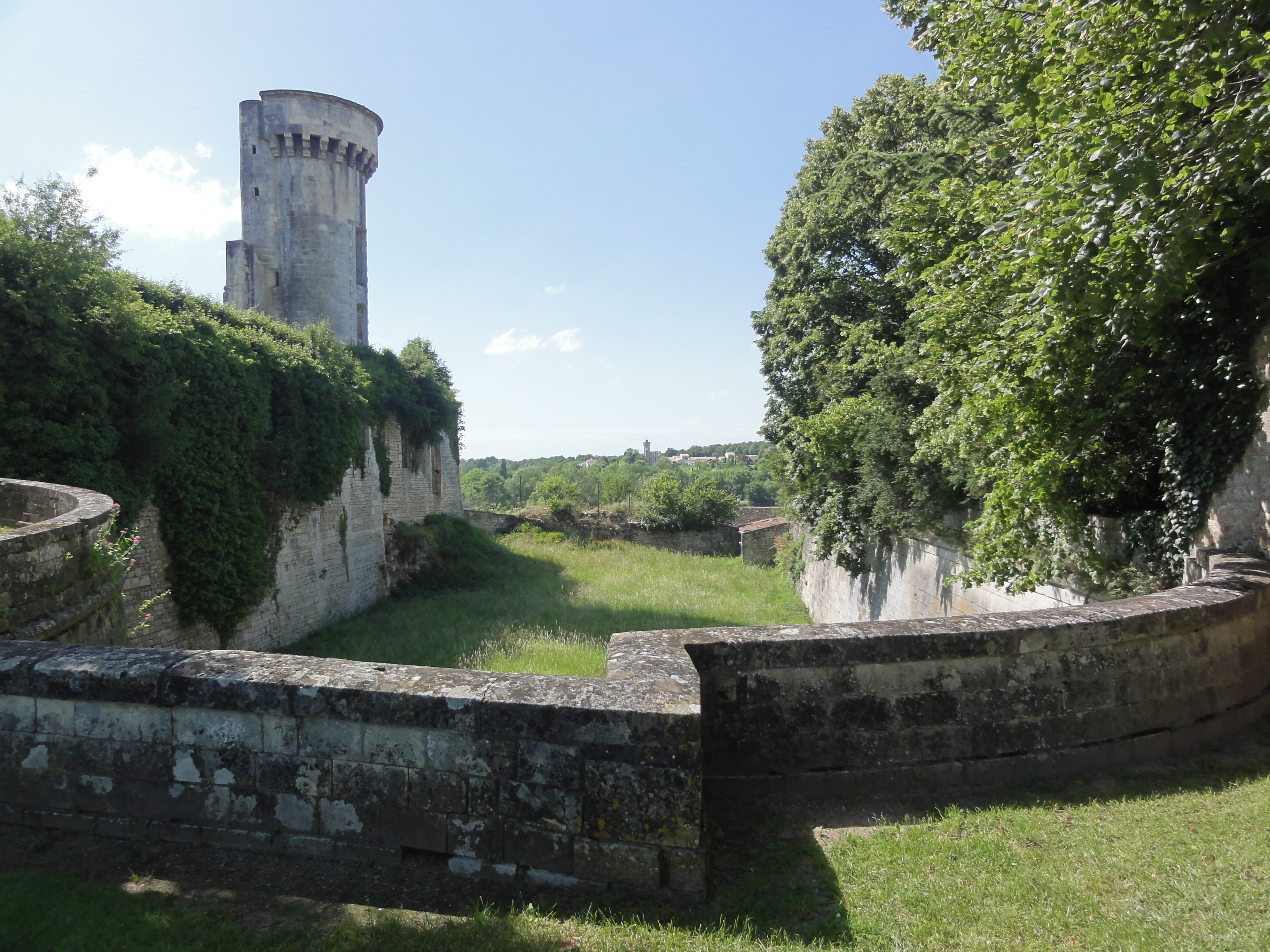
Tour du château de Taillebourg

Les jardins à la française du château furent conçus par Le Nôtre. Le château est réparé par Frédéric-Guillaume de La Trémoïlle. Il efface les ruines du donjon et loge des écuries et des logements de fonctions. En 1713 il reste encore deux tours au château, de nos jours il n'en subsiste qu'une. Cette dernière a résisté à l'incendie de 1822. Lorsque le comte de Taillebourg restaura le château il ajoute une horloge dont la cloche fut déplacée après la Révolution dans l'église de Messac. Il est classé par arrêté du 10 mars 1995 pour ses fortifications, alors que les vestiges du château ont été inscrits le 8 mars 1991.

### Monument de la Bataille de Taillebourg

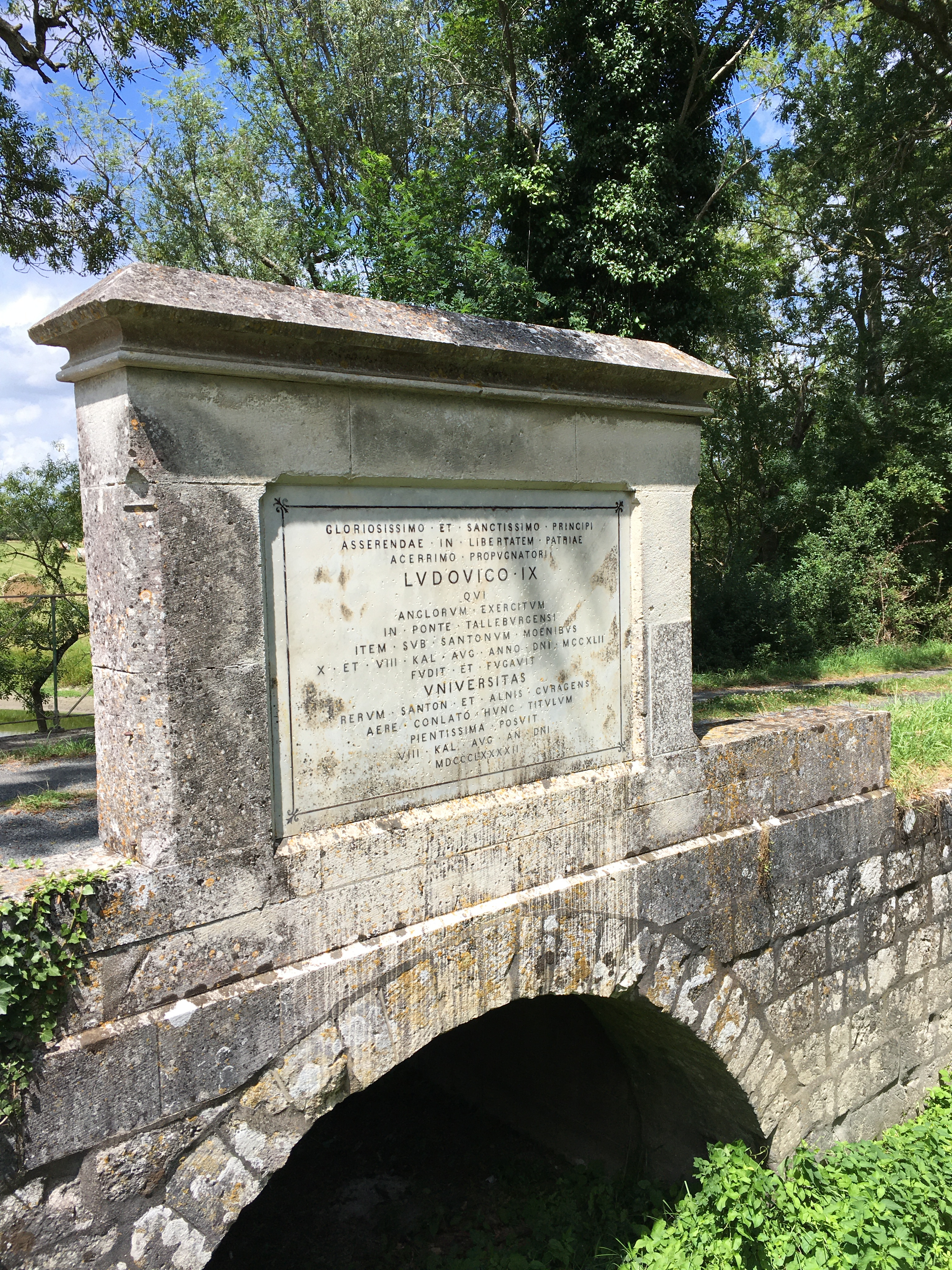
Monument commémoratif de la Bataille de Taillebourg

En 1851, un premier monument est érigé en mémoire de la bataille de Taillebourg, toutefois la construction d'un pont tournant en juillet 1891 entraine sa destruction. L'inauguration du monument a lieu le 24 juillet 1892, anniversaire de la bataille de Saintes. Le marbre nécessaire pour l'élaboration de ce monument fut offert par le comte Lemercier, maire de Saintes et député. Il tient alors la présidence de l'inauguration. Ce bloc de marbre blanc des Pyrénées, épais de 10cm, long de 1m80 et haut de 1m14 pèse 640kg. Il contient une inscription gravée en queue d'aronde avec remplissage de plomb, par la maison Brisson de Bordeaux.
"Au très glorieux et très saint roi, énergique défenseur de l'indépendance nationale, Louis IX, qui, sur le pont de Taillebourg, puis sous les murs de la ville de Saintes, les 22 et 24 juillet 1242, a taillé en pièces et mit en déroute l'armée anglaise, la société des archives historiques de Saintonge et d'Aunis, comme pieux hommage, a élevé ce monument le 24 juillet 1892."

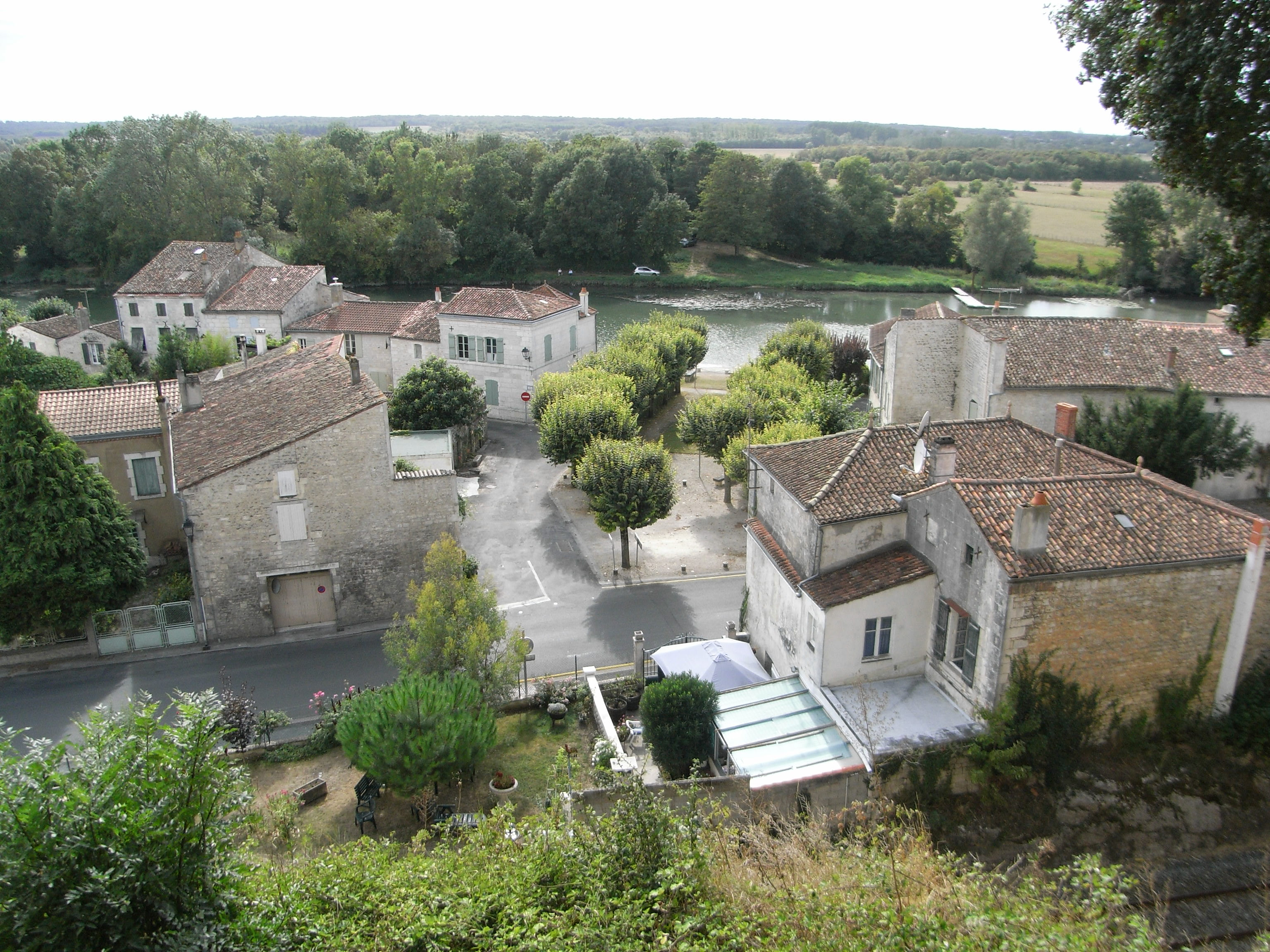
Le bourg, vu du château.
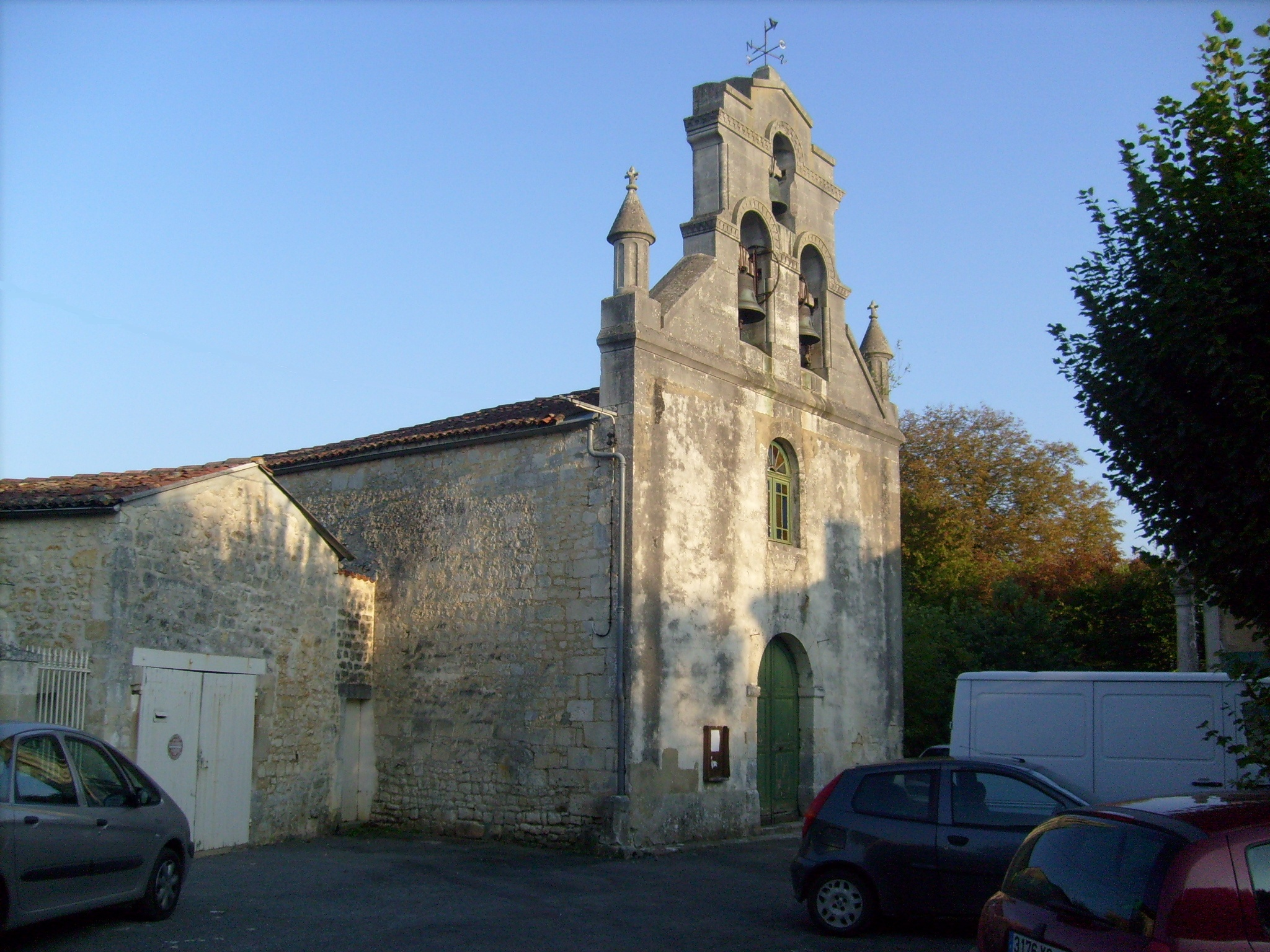
L'église.
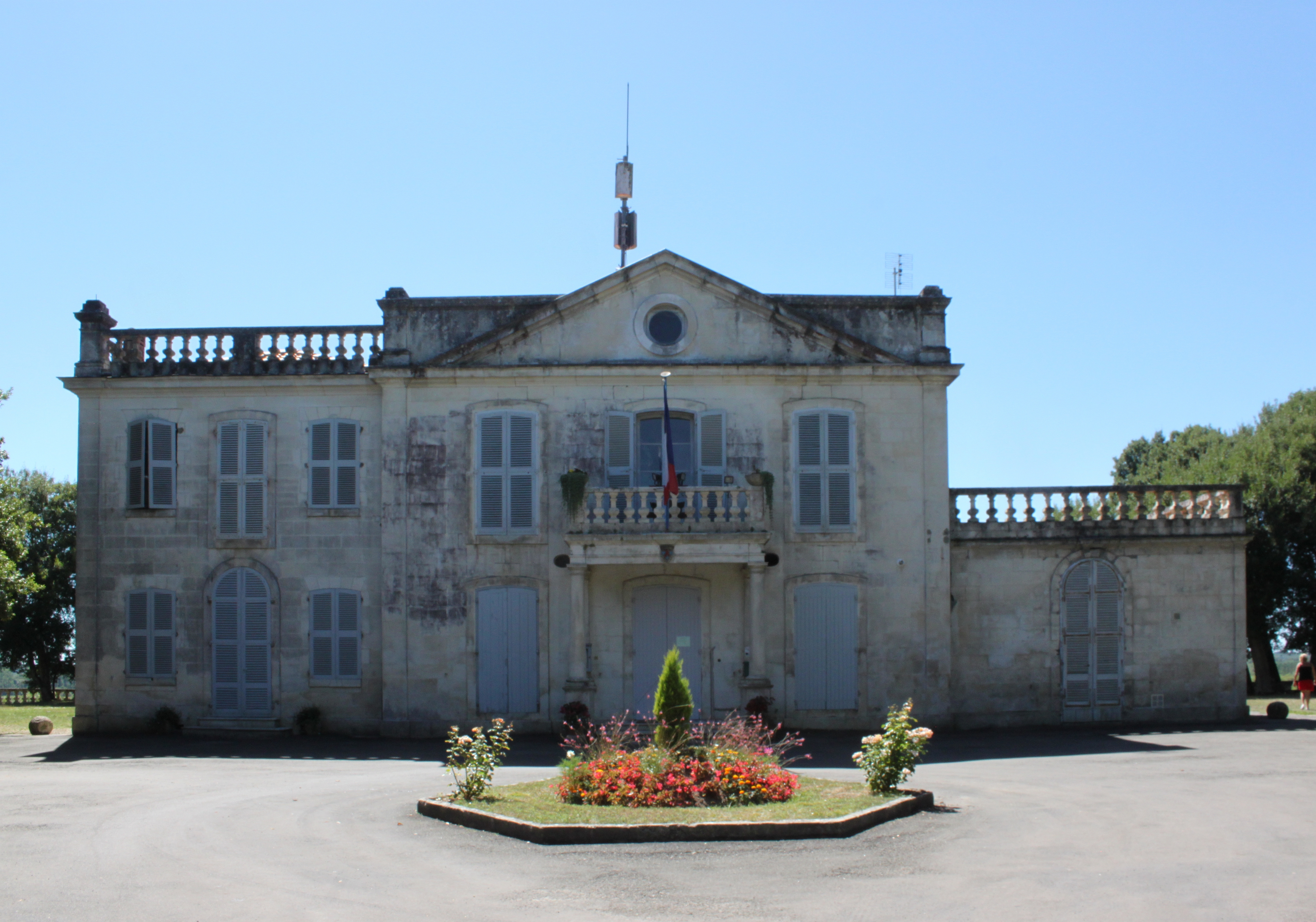
Ancien logis du château.
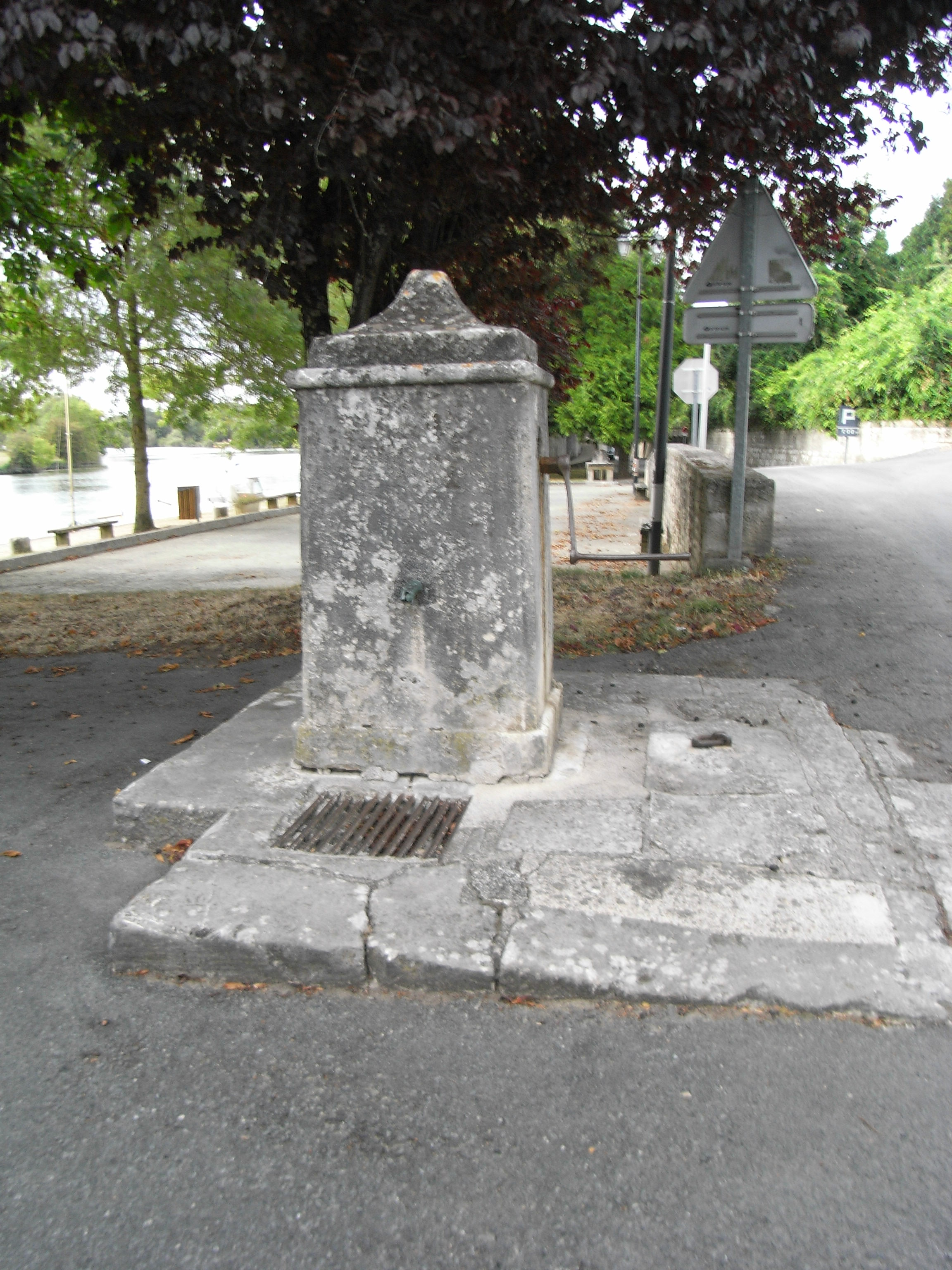
Puits-fontaine, près de la Charente.
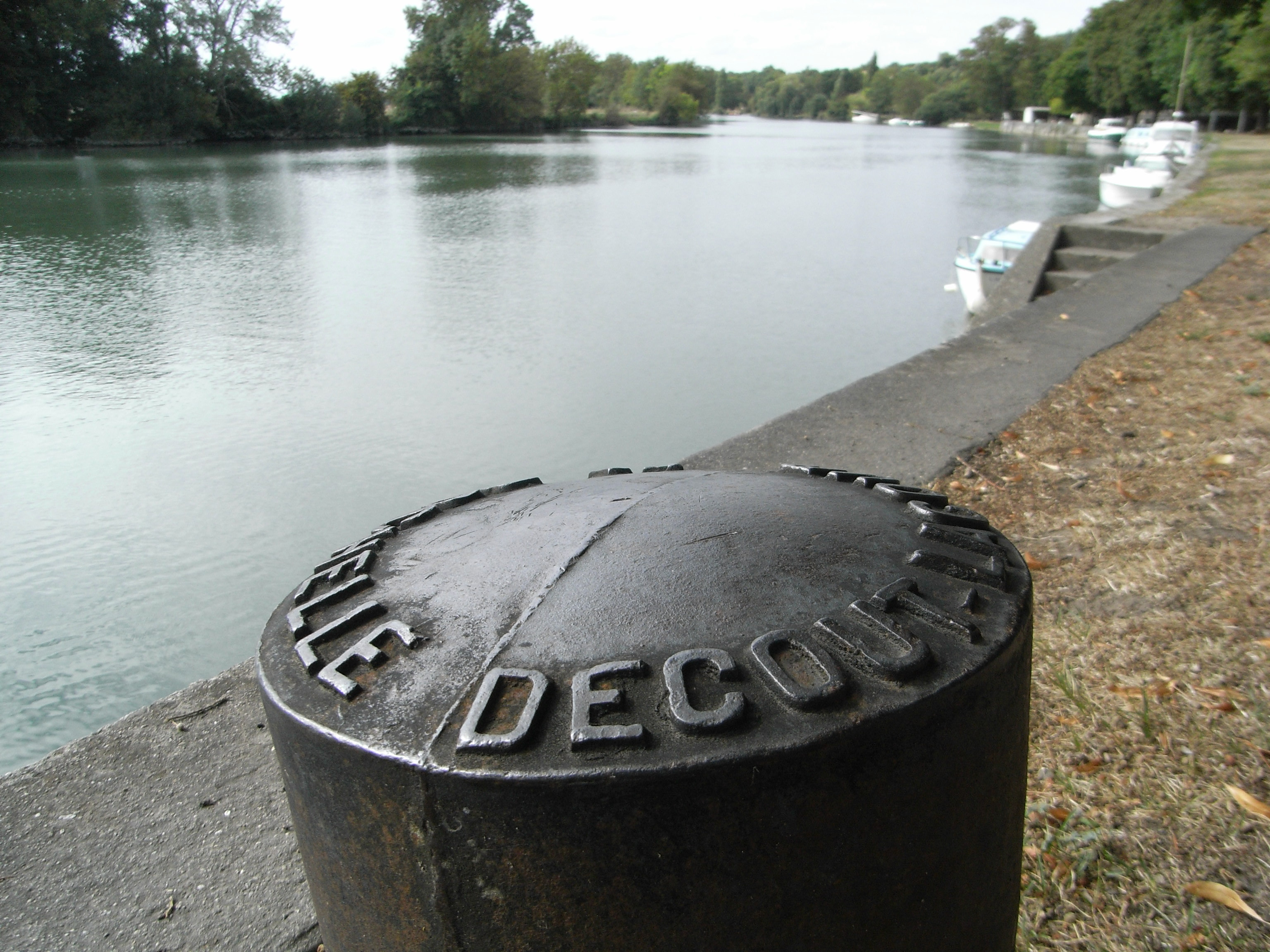
La Charente, à Taillebourg.

### Taillebourg dans la littérature
Un village Taillebourg est cité dans le poème d’Aragon, Le Conscrit des cent villages, écrit comme acte de Résistance intellectuelle de manière clandestine au printemps 1943, pendant la Seconde Guerre mondiale.
Sans autre précision de la part du poète, il peut s'agir de:
- Taillebourg dans le département de la Charente-Maritime,
- Taillebourg dans le département de Lot-et-Garonne.

## Personnalités liées à la commune
- Achille Bron (1867-1949), peintre.
- Eugène Delacroix a rendu célèbre le nom de Taillebourg par son tableau Bataille de Taillebourg, 21 juillet 1242, réalisé en 1837 et exposé au château de Versailles en la galerie des Batailles.
- Archambaud VIII de Bourbon, tué à la bataille de Taillebourg.
- Guillaume Rivet (1581-1651), pasteur de Taillebourg.

## Héraldique
| Blason | Blasonnement : D’or au chevron de gueules accompagné de trois aiglettes d’azur becquées et membrées aussi de gueules. |

## Taillebourg dans la bande dessinée
- Vikings, Rois des Mers[58], scénario de Jean-François Miniac, dessin de Andrea Rossetto, couleur de Alessandra Baccaglini, dossier pédagogique d'Elisabeth Ridel, OREP, octobre 2020  (ISBN 978-2-8151-0520-0). Cet album présente une séquence se déroulant à Taillebourg, relative à la présence viking.

### Bibliographique
- Combes (Jean) et Daury (Jacques) (Ouvrage collectif sous la direction de), Guides des départements : la Charente-Maritime, éditions du Terroir, Tours, 1985 - monographie sur Taillebourg -, p. 213.
- Flohic (Jean-Luc), (Ouvrage collectif sous la direction de), Le patrimoine des communes de la Charente-Maritime, Collection Le patrimoine des communes, Flohic éditions, 2002, monographie sur Taillebourg - Tome II - p. 975/977.
- Gautier (M.A.), Dictionnaire des communes de la Charente-Maritime (réédition de la Statistique du département de la Charente-Inférieure publiée en 1839), Les Chemins de la Mémoire éditions, Saintes - Monographie sur Taillebourg au temps de la Monarchie de Juillet - p. 161/162.